# Silvino
Silvino, właśc. Silvino de Almeida Louro (ur. 5 marca 1959 w Setúbal) – portugalski piłkarz grający na pozycji bramkarza. W swojej karierze rozegrał 23 mecze w reprezentacji Portugalii.

## Kariera klubowa
Swoją karierę piłkarską Silvino rozpoczął w klubie Vitória Setúbal. W 1976 roku awansował do kadry pierwszej drużyny i w sezonie 1976/1977 zadebiutował w jego barwach w pierwszej lidze portugalskiej. W Vitórii Setúbal grał do końca sezonu 1981/1982. Następnie odszedł do Vitórii Guimarães, w której spędził dwa lata.
Latem 1984 roku Silvino przeszedł do Benfiki. W sezonie 1984/1985 nie zagrał w Benfice w żadnym meczu i w 1985 roku został na rok wypożyczony do CD Aves. W Aves zadebiutował 7 września 1985 w przegranym 1:5 wyjazdowym meczu z Boavistą. W Aves był podstawowym bramkarzem.
W 1985 roku Silvino wrócił do Benfiki. Swój debiut w Benfice zaliczył 24 sierpnia 1986 w zremisowanym 2:2 domowym mecu z FC Porto. W sezonach 1986/1987, 1988/1989, 1990/1991 i 1993/1994 wywalczył z Benfiką cztery tytuły mistrza Portugalii. Z klubem tym zdobywał też Puchar Portugalii w sezonach 1984/1985, 1986/1987 i 1992/1993, oraz Superpuchar Portugalii w 1989 roku. W 1988 i 1990 wystąpił w dwóch finałach Pucharu Mistrzów. W pierwszym z nich Benfica przegrała po serii rzutów karnych z PSV Eindhoven, a w drugim – 0:1 z Milanem. W Benfice grał do końca sezonu 1993/1994.
W sezonie 1994/1995 Silvino grał w Vitórii Setúbal. W 1995 roku został zawodnikiem FC Porto. 22 października 1995 zaliczył w nim debiut w meczu z SC Campomaiorense (5:0). W Porto spędził dwa sezony i był w tym klubie rezerwowym dla Vítora Baii. W sezonach 1995/1996 i 1996/1997 został z Porto mistrzem kraju. W 1996 roku zdobył też Superpuchar Portugalii.
Latem 1997 roku Silvino przeszedł do innego klubu z Porto, SC Salgueiros. W nim swój debiut zanotował 24 sierpnia 1997 w spotkaniu z Leça FC (0:0). W Salgueiros grał do końca swojej kariery, czyli do 2000 roku. Zakończył ją w wieku 41 lat.
| Sezon   | Klub            | Kraj       | Rozgrywki     | Mecze | Bramki |
| ------- | --------------- | ---------- | ------------- | ----- | ------ |
| 1976/77 | Vitória Setúbal | Portugalia | Primeira Liga | 0     | 0      |
| 1977/78 | Vitória Setúbal | Portugalia | Primeira Liga | 0     | 0      |
| 1978/79 | Vitória Setúbal | Portugalia | Primeira Liga | 28    | 0      |
| 1979/80 | Vitória Setúbal | Portugalia | Primeira Liga | 29    | 0      |
| 1980/81 | Vitória Setúbal | Portugalia | Primeira Liga | 5     | 0      |
| 1981/82 | Vitória Setúbal | Portugalia | Primeira Liga | 2     | 0      |
| 1982/83 | Vitória SC      | Portugalia | Primeira Liga | 30    | 0      |
| 1983/84 | Vitória SC      | Portugalia | Primeira Liga | 16    | 0      |
| 1984/85 | SL Benfica      | Portugalia | Primeira Liga | 0     | 0      |
| 1985/86 | CD Aves         | Portugalia | Primeira Liga | 28    | 0      |
| 1986/87 | SL Benfica      | Portugalia | Primeira Liga | 28    | 0      |
| 1987/88 | SL Benfica      | Portugalia | Primeira Liga | 38    | 0      |
| 1988/89 | SL Benfica      | Portugalia | Primeira Liga | 38    | 0      |
| 1989/90 | SL Benfica      | Portugalia | Primeira Liga | 33    | 0      |
| 1990/91 | SL Benfica      | Portugalia | Primeira Liga | 17    | 0      |
| 1991/92 | SL Benfica      | Portugalia | Primeira Liga | 1     | 0      |
| 1992/93 | SL Benfica      | Portugalia | Primeira Liga | 28    | 0      |
| 1993/94 | SL Benfica      | Portugalia | Primeira Liga | 1     | 0      |
| 1994/95 | Vitória Setúbal | Portugalia | Primeira Liga | 32    | 0      |
| 1995/96 | FC Porto        | Portugalia | Primeira Liga | 5     | 0      |
| 1996/97 | FC Porto        | Portugalia | Primeira Liga | 8     | 0      |
| 1997/98 | SC Salgueiros   | Portugalia | Primeira Liga | 34    | 0      |
| 1998/99 | SC Salgueiros   | Portugalia | Primeira Liga | 0     | 0      |
| 1999/00 | SC Salgueiros   | Portugalia | Primeira Liga | 0     | 0      |

## Kariera reprezentacyjna
W reprezentacji Portugalii Silvino zadebiutował 13 kwietnia 1983 roku w zremisowanym 0:0 towarzyskim meczu z Węgrami, rozegranym w Coimbrze. W swojej karierze grał w: eliminacjach do MŚ 1990, do Euro 92 i do MŚ 1998. Od 1983 do 1997 roku rozegrał w kadrze narodowej 23 mecze.
| Mecze i gole w reprezentacji | Mecze i gole w reprezentacji | Mecze i gole w reprezentacji     | Mecze i gole w reprezentacji | Mecze i gole w reprezentacji | Mecze i gole w reprezentacji | Mecze i gole w reprezentacji |
| #                            | Data                         | Stadion                          | Rywal                        | Wynik                        | Gol                          | Rozgrywki                    |
| 1983                         | 1983                         | 1983                             | 1983                         | 1983                         | 1983                         | 1983                         |
| ---------------------------- | ---------------------------- | -------------------------------- | ---------------------------- | ---------------------------- | ---------------------------- | ---------------------------- |
| 1.                           | 13.04.1983                   | Coimbra, Portugalia              | Węgry                        | 0:0                          | 0                            | towarzyski                   |
| 2.                           | 08.06.1983                   | Coimbra, Portugalia              | Brazylia                     | 0:4                          | 0                            | towarzyski                   |
| 1988                         |                              |                                  |                              |                              |                              |                              |
| 3.                           | 12.10.1988                   | Göteborg, Szwecja                | Szwecja                      | 0:0                          | 0                            | towarzyski                   |
| 4.                           | 16.11.1988                   | Porto, Portugalia                | Luksemburg                   | 1:0                          | 0                            | el. MŚ 1990                  |
| 1989                         |                              |                                  |                              |                              |                              |                              |
| 5.                           | 25.01.1989                   | Ateny, Grecja                    | Grecja                       | 2:1                          | 0                            | towarzyski                   |
| 6.                           | 15.02.1989                   | Lizbona, Portugalia              | Belgia                       | 1:1                          | 0                            | el. MŚ 1990                  |
| 7.                           | 29.03.1989                   | Lizbona, Portugalia              | Angola                       | 6:0                          | 0                            | towarzyski                   |
| 8.                           | 26.04.1989                   | Lizbona, Portugalia              | Szwajcaria                   | 3:1                          | 0                            | el. MŚ 1990                  |
| 9.                           | 31.08.1989                   | Setúbal, Portugalia              | Rumunia                      | 0:0                          | 0                            | towarzyski                   |
| 10.                          | 06.09.1989                   | Bruksela, Belgia                 | Belgia                       | 0:3                          | 0                            | el. MŚ 1990                  |
| 11.                          | 20.09.1989                   | Neuchâtel, Szwajcaria            | Szwajcaria                   | 2:1                          | 0                            | el. MŚ 1990                  |
| 12.                          | 06.10.1989                   | Praga, Czechosłowacja            | Czechosłowacja               | 1:2                          | 0                            | el. MŚ 1990                  |
| 13.                          | 11.10.1989                   | Saarbrücken, RFN                 | Luksemburg                   | 3:0                          | 0                            | el. MŚ 1990                  |
| 14.                          | 15.11.1989                   | Lizbona, Portugalia              | Czechosłowacja               | 0:0                          | 0                            | el. MŚ 1990                  |
| 1990                         |                              |                                  |                              |                              |                              |                              |
| 15.                          | 29.08.1990                   | Lizbona, Portugalia              | RFN                          | 1:1                          | 0                            | towarzyski                   |
| 16.                          | 12.09.1990                   | Helsinki, Finlandia              | Finlandia                    | 0:0                          | 0                            | el. ME 1992                  |
| 17.                          | 17.10.1990                   | Porto, Portugalia                | Holandia                     | 1:0                          | 0                            | el. ME 1992                  |
| 18.                          | 19.12.1990                   | Maia, Portugalia                 | Stany Zjednoczone            | 1:0                          | 0                            | towarzyski                   |
| 1991                         |                              |                                  |                              |                              |                              |                              |
| 19.                          | 16.01.1991                   | Castellón de la Plana, Hiszpania | Hiszpania                    | 1:1                          | 0                            | towarzyski                   |
| 1992                         |                              |                                  |                              |                              |                              |                              |
| 20.                          | 11.11.1992                   | Saint-Ouen, Francja              | Bułgaria                     | 2:1                          | 0                            | towarzyski                   |
| 1993                         |                              |                                  |                              |                              |                              |                              |
| 21.                          | 10.02.1993                   | Faro, Portugalia                 | Norwegia                     | 1:1                          | 0                            | towarzyski                   |
| 1997                         |                              |                                  |                              |                              |                              |                              |
| 22.                          | 06.09.1997                   | Berlin, Niemcy                   | Niemcy                       | 1:1                          | 0                            | el. MŚ 1998                  |
| 23.                          | 11.10.1997                   | Lizbona, Portugalia              | Irlandia Północna            | 1:0                          | 0                            | el. MŚ 1998                  |